# Вотиновка
Вотиновка — посёлок в Кемеровском районе Кемеровской области. Входит в состав Арсентьевского сельского поселения.

## География
Центральная часть населённого пункта расположена на высоте 218 метров над уровнем моря.

## Население
По данным Всероссийской переписи населения 2010 года, в посёлке Вотиновка проживает 60 человек (25 мужчин, 35 женщин).